# DalLag
DalLag, errichtet 1952, war ein Sonderlager des MWD für politische Gefangene. Diese Sonderlager mit verschärftem Regime waren in der Nachkriegszeit durch das Innenministerium MWD (ehem. NKWD) geschaffene spezielle Einrichtungen im allgemeinen Gulag-System in der Sowjetunion. 

## Bezeichnung
DalLag, russisch Дальлаг, trug ursprünglich die Bezeichnung Ossoblag Nr. 11, d. h. Sonderlager Nr. 11 (aus особый лагерь № 11, особлаг № 11). Die Abkürzung DalLag ist abgeleitet von Дальний лагерь Dalni lager, d. h. Fernes Lager; vereinzelt wird das Lager auch als Ekibastus-Lager (Экибастузский лагерь) bezeichnet. Diese Bezeichnungen für die ursprünglich nummerierten Sonderlager wurden erst später und meist zufällig vergeben, als eine Art Code, meist ohne irgendeinen Bezug zur Realität.

## Geschichte, Tätigkeit
Das Lager DalLag wurde am 24. April 1952 aufgrund des Dekrets Nr. 00219 des Innenministeriums MWD vom 21. Februar 1948 gegründet. Es befand sich im Gebiet Pawlodar in der damaligen Kasachischen SSR, seine Verwaltung befand sich in Ekibastus. Das Lager entstand durch eine Ausgliederung der Lagerabteilung Nr. 6 des Sonderlagers PestschanLag. Das Lager wurde am 8. April 1954 durch Umwandlung in eine Lagerabteilung des Sonderlagers PestschanLag aufgelöst, nachdem bereits im Juni 1953 die Eingliederung von DalLag in das Sonderlager KamyschLag beschlossen, jedoch etwa einen Monat später zurückgenommen wurde.
Die Häftlinge wurden vor allem im Bereich Kohletagebau in Ekibaktus und im Kombinat IrtyschUgleStroi des Ministeriums für Kohleindustrie beschäftigt.
Für das Lager waren abwechselnd zuständig:
- GULAG (Hauptverwaltung der Besserungsarbeitslager und -kolonien) des MWD (April 1952 bis März 1953)
- GTU (Hauptverwaltung der Gefängnisse) des MWD (März 1953 bis Februar 1954)
- GULAG des MWD (Februar 1954 bis April 1954)

## Insassenzahlen
Die Anzahl der Häftlinge wurde mit folgenden Zahlen dokumentiert:
| 1. Juli 1952     | 3.071 |
| 1. Dezember 1952 | 2.787 |
| 1. Januar 1953   | 2.742 |
| 1. Januar 1954   | 2.388 |

Vorgesehen waren bis zu 5.000 Häftlinge.